# Arturo Di Mezza
Arturo Di Mezza (Napoli, 16 luglio 1969) è un ex marciatore italiano.

## Biografia
Allenato a Napoli da Vincenzo Rossi, dal 1984 al 1993, nel 1988 partecipò ai Mondiali juniores di Sudbury in Canada, sui 10 km di marcia arrivando 9º col tempo di 43'31". Entrato nelle Fiamme Gialle partecipò all'Universiade del 1991 a Sheffield, vincendo il primo dei suoi tre bronzi sulla 20 km in 1h25'09".
Nel 1993 si trasferì a Saluzzo per allenarsi con Sandro Damilano che lo seguì fino al 2000, fine della carriera agonistica, dopo i Giochi olimpici di Sydney. La scuola del cammino di Saluzzo, intesa come struttura architettonica, sarebbe nata solo nel 2002, ma Arturo Di Mezza fu di fatto uno dei primi atleti a trasferirsi nella città del marchesato per allenarsi, dopo che Maurizio e Giorgio Damilano avevano smesso di gareggiare.
Nello stesso anno ottenne un buon piazzamento ai Mondiali di Stoccarda arrivando 13º sulla 20 km con 1h24'59", secondo degli italiani, primo De Benedictis, argento, sulla 20 km in 1h23'06". Fu solo nel 1994 che provò la 50 km che sarebbe poi diventata la sua specialità, dove avrebbe ottenuto i maggiori risultati, ai Campionati europei di Helsinki col 14º posto, in 3h56'00", secondo italiano dietro a Perricelli, bronzo con 3h45'55".
L'anno successivo, il '95, fu per la prima volta "finalista", 7º in 3h49'46" dietro a Perricelli, argento in 3h45'11". Partecipò ai Giochi olimpici di Atlanta dove ottenne il miglior risultato della sua carriera sfiorando il podio, 4º con 3h44'19" in una gara vinta da Robert Korzeniowski in 3h43'30". Successivamente colse ancora 3 diplomi (primi otto atleti o "finalisti") a Mondiali ed Europei e la partecipazione ai Giochi olimpici di Sydney.

## Palmarès
| Anno | Manifestazione    | Sede      | Evento         | Risultato | Prestazione | Note                                     |
| ---- | ----------------- | --------- | -------------- | --------- | ----------- | ---------------------------------------- |
| 1988 | Mondiali juniores | Sudbury   | Marcia 10000 m | 9º        | 43'31"59    |                                          |
| 1991 | Universiadi       | Sheffield | Marcia 20 km   | Bronzo    | 1h25'09"    |                                          |
| 1993 | Mondiali          | Stoccarda | Marcia 20 km   | 13º       | 1h24'59"    |                                          |
| 1994 | Europei           | Helsinki  | Marcia 50 km   | 14º       | 3h56'00"    |                                          |
| 1995 | Mondiali          | Göteborg  | Marcia 50 km   | 7º        | 3h49'46"    |                                          |
| 1995 | Universiadi       | Fukuoka   | Marcia 20 km   | Bronzo    | 1h24'33"    |                                          |
| 1996 | Giochi olimpici   | Atlanta   | Marcia 50 km   | 4º        | 3h44'52"    | Miglior prestazione personale            |
| 1997 | Mondiali          | Atene     | Marcia 50 km   | 8º        | 3h51'33"    |                                          |
| 1997 | Universiadi       | Sicilia   | Marcia 20 km   | Bronzo    | 1h26'12"    |                                          |
| 1998 | Europei           | Budapest  | Marcia 50 km   | 7º        | 3h48'49"    | Miglior prestazione personale stagionale |
| 1999 | Mondiali          | Siviglia  | Marcia 50 km   | 6º        | 3h53'50"    |                                          |
| 2000 | Giochi olimpici   | Sydney    | Marcia 50 km   | dnf       | dnf         |                                          |

## Altre competizioni internazionali
1996
- Argento in Coppa Europa di marcia ( La Coruña), marcia 50 km - 3h52'36"

1997
- 27º in Coppa del mondo di marcia ( Poděbrady), marcia 50 km - 3h55'42"

2000
- 19º in Coppa Europa di marcia ( Eisenhüttenstadt), marcia 20 km - 1h22'46"